# Секретные материалы (франшиза)
«Секретные материалы» (англ. The X-Files) — американская научно-фантастическая медиафраншиза, созданная Крисом Картером. Основное внимание в франшизе уделяется паранормальным явлениям и необъяснимым событиям.
Первым проектом франшизы стал одноимённый телесериал, премьера которого состоялась в сентябре 1993 года. Шоу быстро стало хитом телеканала Fox, а его персонажи и слоганы (например, «Истина где-то рядом», «Не доверяй никому», «Я хочу верить») стали культурными символами 1990-х годов.
В 1996 году вышел сериал Тысячелетие, действие которого происходит в той же вселенной, но с независимым сюжетом. В 1998 году был выпущен первый полнометражный фильм Секретные материалы, собравший более 180 миллионов долларов в мировом прокате. Спин-офф Одинокие стрелки вышел в 2001 году, но был быстро закрыт.
В 2008 году, спустя шесть лет после завершения оригинального сериала, вышел второй фильм Секретные материалы: Хочу верить. В январе 2016 года состоялась премьера десятого сезона сериала, а в январе 2018 года — одиннадцатого.
Помимо фильмов и телесериалов, франшиза расширилась на другие медиа, включая книги, видеоигры и комиксы, что способствовало развитию вымышленной вселенной и мифологии шоу. К маю 2002 года общий доход от франшизы составил около 1 миллиарда долларов, из которых 500 миллионов пришлось на телесериал.
- Секретные материалы (1993—2002, 2016—2018)
- Тысячелетие (1996—1999)
- Одинокие стрелки (2001)

## Полнометражные фильмы
- Секретные материалы (1998)
- Секретные материалы: Хочу верить (2008)

## Книги
Франшиза включает в себя различные литературные произведения, включая новеллизации, оригинальные романы и справочники, расширяющие вселенную сериала.

## Комиксы
С 1995 по 1998 год компания Topps Comics выпустила 41 выпуск комиксов по мотивам сериала. Позднее, в 2008 году, компания Wildstorm выпустила специальный выпуск, приуроченный к выходу второго фильма.

## Наследие
Франшиза «Секретные материалы» оказала значительное влияние на поп-культуру и вдохновила множество последующих телесериалов, включая Грань и Остаться в живых. Персонажи Малдер и Скалли стали иконами, а сериал способствовал росту интереса к теориям заговора и паранормальным явлениям.